# MERLIN (congelatore)
MERLIN (Microgravity Experiment Research Locker/Incubator) è un congelatore per la conservazione dei campioni di esperimenti scientifici in orbita progettato dal Centro per le scienze biofisiche e l'ingegneria dell'Università dell'Alabama a Birmingham (UAB) per il Cold Stowage della NASA.

## Descrizione
MERLIN ha le dimensioni equivalenti a un single middeck locker dello Shuttle e può essere installato all'interno del rack EXPRESS della Stazione Spaziale Internazionale (ISS), della Dragon, della Cygnus e, in passato, dello Space Shuttle. Viene utilizzato per fornire un ambiente a temperatura controllata per esperimenti scientifici tra -20 °C e +48,5 °C. MERLIN è stato utilizzato per anni anche per le attività di cambusa dell'equipaggio sulla ISS, fino alla consegna del refrigeratore FRIDGE nel 2020. Viene raffreddato utilizzando degli elementi termoelettrici e può essere raffreddato fino a -20 °C utilizzando l'approvvigionamento idrico della ISS, oppure fino a -10 °C solo con il raffreddamento ad aria. Gli elementi resistivi riscaldanti vengono utilizzati per fornire una capacità di incubazione fino a 48,5 °C. È dotato di sensori di temperatura all'interno del volume del carico utile, per monitorare la temperatura dei campioni, per un massimo di 12 sensori. Il volume interno è di circa 18 litri.